# COM Ràdio

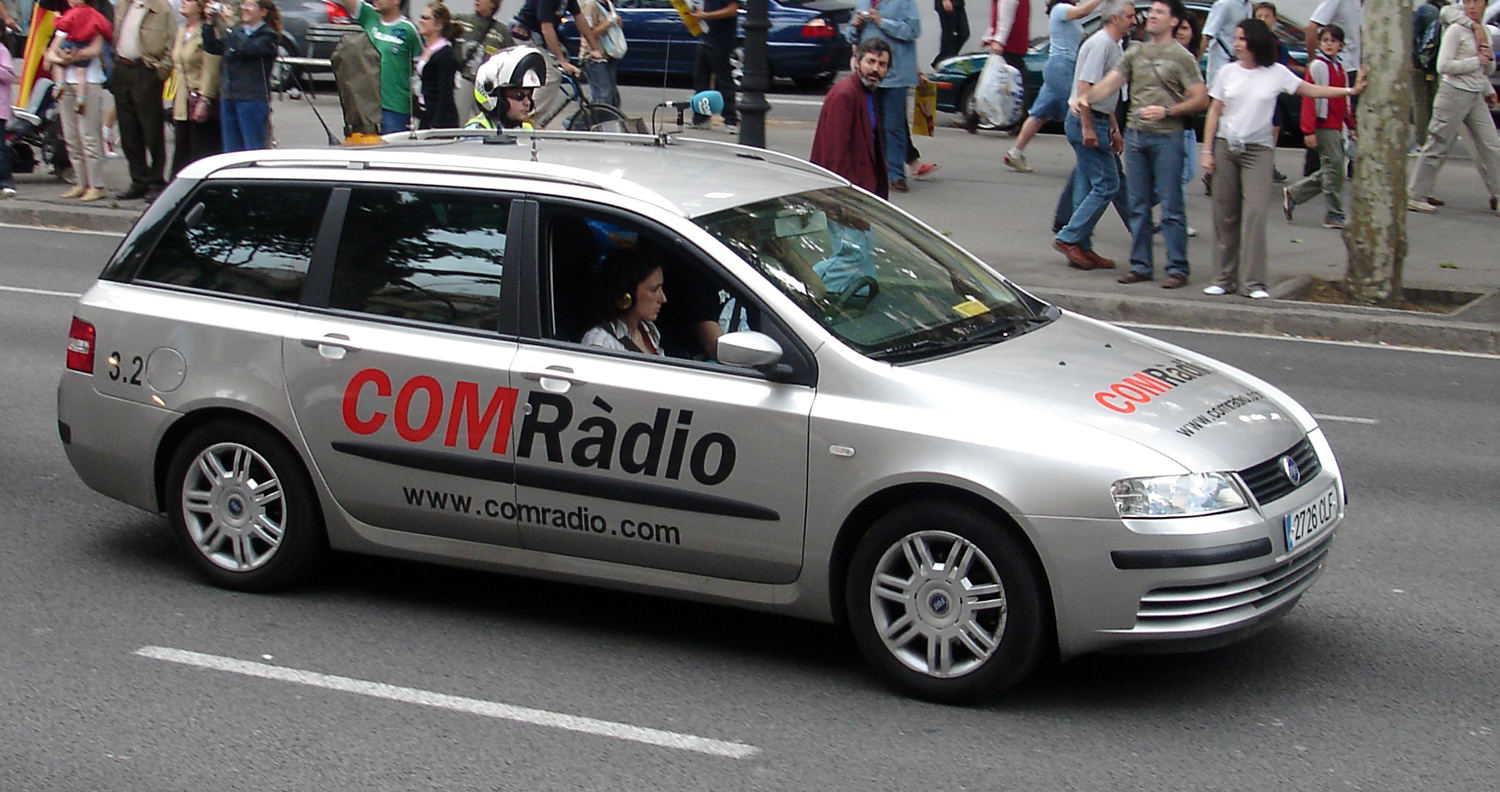
Unidad móvil de COM Ràdio patrullando Barcelona.

COM Ràdio, estilizado como COMRàdio, fue una cadena pública de radio de Cataluña, España, creada en marzo de 1995 como agrupación de emisoras municipales catalanas impulsada por la Diputación de Barcelona y gestionada por el Consorci de Comunicació Local. Agrupaba cerca de un centenar de emisoras consorciadas. Finalizó sus emisiones en septiembre de 2012, dando paso a La Xarxa.

## Modelo
COMRàdio rechazó la definición de cadena y se autodenomina red local de emisoras municipales. Este matiz es relevante, puesto que la legislación española (Ley 11/1991) prohíbe específicamente la emisión en cadena de las emisoras municipales.
El modelo de COMRàdio se inspiró en la sindicación, típica en países como Estados Unidos pero prácticamente inédita en la radio española. Mediante la producción de la Agència de Comunicació Local, COMRàdio emitía una programación diaria, a la que las emisoras municipales que forman parte del Consorci de Comunicació Local podían conectarse, gratuitamente, cuando deseen. De este modo, las radios consorciadas disponían de contenidos de calidad profesional para completar su programación propia.
La colaboración era recíproca, de modo que COMRàdio incluía en su parrilla algunos programas realizados por las emisoras locales. Del mismo modo, los periodistas de las municipales solían actuar como corresponsales locales para los informativos de COMRàdio.

### Controversias legales
La legalidad de COMRàdio fue a menudo cuestionada. Nada más iniciar sus emisiones, en 1995, la Generalidad de Cataluña, a través de la Dirección General de Radiodifusión, envió una carta a las emisoras municipales catalanas amenazándolas con retirarles la licencia de emisión si conectaban con COMRàdio, por considerar este proyecto "contrario al ordenamiento jurídico vigente en materia de radiodifusión local".
También el sector privado arremetió en varias ocasiones contra COMRàdio. Ya en 1996 el empresario radiofónico Luis del Olmo, propietario de la cadena Onda Rambla, la acusaba de recibir subvenciones públicas pese a "estar fuera de la ley". En marzo de 2011 la asociación de radios privadas de Cataluña, la ACR, presentó un informe jurídico a la Generalidad, donde acusaba a COMRàdio de "producir una programació generalista que nada tiene que ver con los contenidos locales, con la pretensión de convertirse en nueva cadena pública pseudomunicipal", solicitando su cierre por considerarla fuera de la legalidad vigente. En octubre de ese mismo año la ACR, en una comparecencia en el Parlamento catalán, acusó a COMRàdio de usar concesiones locales para ofrecer "una programación totalmente indiferenciada para toda Cataluña", incumpliendo así la función de servicio local de las emisoras municipales.

### Financiación
COMRàdio tenía una financiación mixta. Sus ingresos provienen, mayoritariamente, de los presupuestos públicos de las administraciones que integran el Consorci de Comunicación Local y, en menor medida, de la publicidad.

## Historia

### Orígenes
COMRàdio tiene su origen en el deseo de la Diputación de Barcelona de ofrecer apoyo a las emisoras municipales de Cataluña. El proyecto en su concepto fue diseñado por el periodista Manel Domínguez, bajo un criterio de innovación en red utilizando el satélite Hispasat para la distribución de contenidos radiofónicos a las emisoras locales asociadas de carácter público. Domínguez, fue el director general de COMRàdio desde su creación hasta abril de 1996. Con este propósito, el 19 de septiembre de 1994 se constituyó el Consorci de Comunicació Local (CCL), integrado por la propia Diputación, el Mancomunidad de Municipios del Área Metropolitana de Barcelona y la  Asociación de Emisoras Municipales de Cataluña (EMUC). Ese mismo mes, el CCL iniciaba una colaboración con la emisora pública Ràdio 4, propiedad de Radio Nacional de España, para que las radios locales de la EMUC pudiesen conectarse a sus emisiones. A cambio, la Diputación invertía 80 millones de pesetas para mejorar la calidad de la cobertura y de la programación de Ràdio 4. Para ello, el 21 de noviembre de 1994 el CCL creó su propia productora, la Agencia de Comunicación Local (ACL), una sociedad anónima cuyo objetivo inicial fue la producción de contenidos para Ràdio 4.
Sin embargo, al poco de iniciarse la colaboración entre CCL y RNE, las posturas entre ambos entes empezaron a distanciarse, por lo que finalmente el CCL optó por poner en marcha su propio proyecto radiofónico. A finales de diciembre de 1994 el CCL compró Radio Sabadell por 180 millones de pesetas. Por entonces esta histórica emisora de la capital vallesana, que desde 1932 emitía por el 882KHz de la Onda Media, era propiedad de Premsa d'Osona (PROSA), empresa editora del diario El 9 Nou, que a su vez la había comprado a la Cadena COPE tan solo un mes antes.

### El inicio de las emisiones
El nuevo proyecto del CCL consistía en convertir Radio Sabadell en COMRàdio, emisora con contenidos propios, íntegramente en catalán, a cuya programación podían conectarse, vía satélite Hispasat, las emisoras municipales, siguiendo el modelo de sindicación estadounidense. Los primeros estudios de COMRàdio se ubicaron en la cuarta planta del 643 de la Gran Vía de las Cortes Catalanas, junto a la calle Bruc, en el barrio del Ensanche de Barcelona. Se trataba de un piso 110 metros cuadrados en un edificio de viviendas, por lo que las condiciones para la radiodifusión eran muy precarias.
COMRàdio inició sus emisiones el día 1 de marzo de 1995, a les 22h, con un programa especial presentado por Josep Pitu Abril. El 6 de marzo empezaron las emisiones de los informativos, que se realizaban desde los estudios de la Gran Vía. Para completar la programación, conectaba con los espacios que la ACL producía para Ràdio 4, entre estos, el magacín matinal Tres de Bachs, presentado por Josep Maria Bachs, el magacín de tardes L'autobus de Jordi Estadella, el nocturno Amistats perilloses de Pitu Abril i Buscan’s a la 4, magacín matinal del fin de semana conducido por Pepa Fernández. La emisión conjunta se mantuvo hasta julio de 1995.

### Despegue con Josep Cuní y el salto a la FM

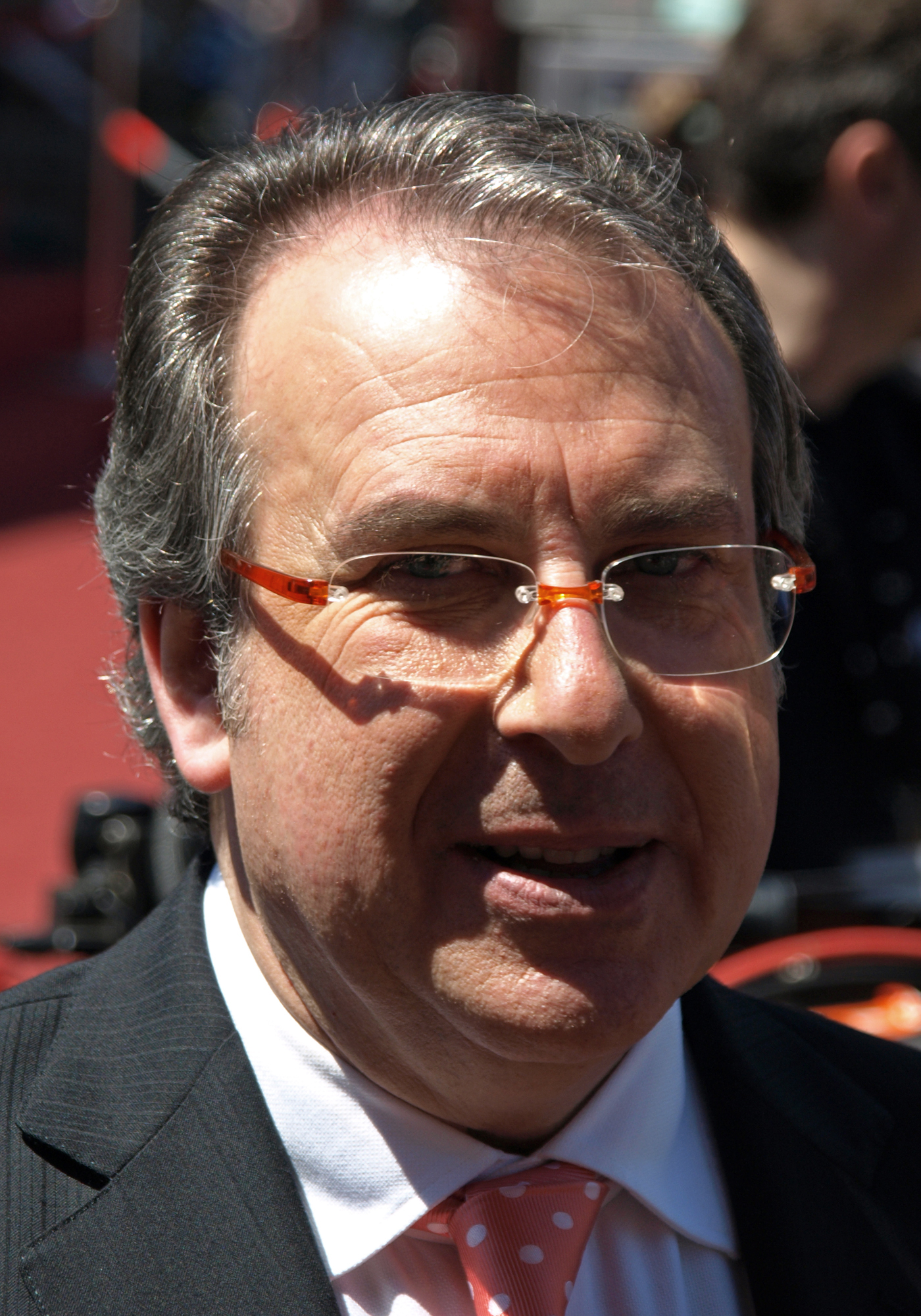
Josep Cuní fue el presentador estrella de COMRàdio en sus primeros años.

Tras la ruptura entre el CCL y RNE, COMRàdio inició la temporada 1995/96 una programación totalmente propia, producida por mayoritariamente por la ACL. Para ello se incorporaron nuevos profesionales al proyecto, entre los que destacaban Josep Cuní, que se convirtió en el buque insignia de la nueva emisora. Junto al magacín matinal Els matins amb Josep Cuní, los pilares de la programación de COMRàdio en su primera temporada fueron el magacín de tardes Ara com ara, de Esther Sardans, el musical nocturno Capità Catalunya de Jaume Escala o el informativo nocturno La nit es la nit de Kiku Sanchís.
Para finales de 1995, medio centenar de emisoras municipales ya conectaban con COMRàdio. Sin embargo, el hecho más trascendental para aumentar la presencia de COMRadio en el mercado radiofónico catalán fue el inicio de las emisiones por la Frecuencia Modulada en el Área Metropolitana de Barcelona. Ello fue posible con la entrada del Ayuntamiento de Barcelona en el CCL y la puesta en marcha una la emisora municipal de la capital catalana. Con el nombre de Freqüència Barcelona, las emisiones se iniciaron en noviembre de 1995 por el 91.0 MHz FM, reemitiendo íntegramente la programación de COMRàdio, salvo una hora de desconexión local.

### La oposición de la Generalidad de Cataluña
En sus primeros meses de vida, COMRàdio topó con la oposición del gobierno de la Generalidad de Cataluña, que consideraba ilegal el proyecto impulsado por la diputación barcelonesa. Durante 1995 el gobierno autonómico envió una carta a los ayuntamientos catalanes instándoles a no conectar sus emisoras municipales a COMRàdio, con la amenaza de la retirada de la licencia. Este conflicto a menudo ha sido interpretado en clave política. La periodista Sílvia Cóppulo, en su libro Com neix COMRàdio, define COMRàdio como la "emisora de la izquierda progresista", teniendo en cuenta que estaba auspiciada por la Diputación de Barcelona, por entonces gobernada por mayoría por el Partit dels Socialistes de Catalunya (PSC). En este sentido, es generalmente aceptado que la creación de COMRàdio tuvo un objetivo ideológico: contrarestrar el papel de Catalunya Radio, cadena pública propiedad de la Generalidad de Cataluña, por entonces gobernada con mayoría absoluta por Convergència i Unió, partido de centroderecha. Según afirma Cóppulo en la misma obra, los consejeros de CiU se negaron a realizar declaraciones a COMRàdio en sus primeros meses de vida, hasta que en noviembre de 1995 el presidente de la Generalidad de Cataluña, Jordi Pujol, aceptó una entrevista de Josep Cuní en los estudios de la emisora.
Para avanzar hacia un mayor pluralismo, a mediados de 1996 el consejo de administración de COMRàdio, hasta entonces formado exclusivamente por representantes del PSC e ICV (que eran los dos socios de gobierno en la Diputación barcelonesa) dio entrada a delegados del resto de formaciones políticas catalanas. Este movimiento provocó la salida de Juan Manuel Domínguez y en diciembre de 1996 el periodista Enric Sopena fue nombrado director general de la emisora, cargo que ejerció hasta junio de 2000.

### El crecimiento
La temporada 1996-97 COMRàdio reforzó su programación con la contratación de nuevos profesionales como Sílvia Cóppulo, al frente del magacín Els migdies amb Sílvia Cóppulo, Elisenda Roca con el espacio Les tardes o Empar Moliner con el matinal dominical Cafè amb llet. Este curso también se estrenaron espacios emblemáticos de la emisora, como el programa de entrevistas Tal com som con Jordi Sacristán, que se mantuvo 12 años en antena, el nocturno Les nits con Esther Sardans, que permaneció 11 temporadas en la parrilla, y el musical Boulevard con Enric Cusí, que actualmente, con 15 años en antena, es el espacio más veterano de COMRàdio.
El crecimiento de la cadena en sus primeros años fue lo suficientemente sólido como para asentarse entre las emisoras más escuchadas de Cataluña, y la segunda en lengua catalana, aunque lejos del liderazgo de Catalunya Ràdio, la otra emisora pública en catalán. En 1996 el Estudio General de Medios (EGM) otorgó a COMRàdio una audiencia de 32.000 oyentes de lunes a domingo, cifra que aumentó a 76.000 en 1997, si bien este estudio no reflejaba todos los datos de las emisoras consorciadas. Un estudio encargado por la propia emisora al Instituto Opina situaba su audiencia en 350.000 oyentes en 1997. En noviembre de 1998 COMRàdio era la novena emisora generalista más escuchada de España, con 170.000 oyentes según el EGM, destacando el matinal de Josep Cuní, con 103.000 oyentes de media.
La temporada 1997-98 la parrilla se reforzó con espacios como el show cómico Això no toca, de Miquel Giménez, el debate político La tertúlia de la nit, copresentado por Ángels Barceló, Enric Sopena y Pitu Abril o Fora de context de Iu Forn. Esa misma temporada la emisora dejó los estudios de la Gran Vía para trasladarse al Pavelló Cambó, un edificio de 1.800 metros cuadrados situado en los Jardines de la Maternitat, en la Travessera de Les Corts de Barcelona. El 26 de noviembre de 1998 se iniciaron las emisiones desde las nuevas instalaciones, que fueron oficialmente inauguradas el 14 de diciembre de ese año.

### La marcha de Sopena y Cuní
Tras la aprobación de nuevos estatutos en junio de 2000, se decidió que el nombramiento de director se llevaría a cabo por consenso de todas las fuerzas políticas representadas en la Diputación de Barcelona. En diciembre de 2000 fue elegido nuevo director general el periodista Jordi Llonch, que desde la dimisión de Sopena ya ejercía en funciones.
Paralelamente al relevo directivo, la temporada 2000/01 la emisora sufrió una importante remodelación programática, motivada en gran medida por la marcha de Josep Cuní a Ona Catalana. Su hueco en las mañanas fue ocupado por el periodista y escritor Joan Barril, con la R-pública. También se incorporaron Albert de la Torre con el magacín de tardes Fet a Barcelona y Jordi Estadella con el gastronómico De boca en boca, mientras que Miquel Giménez, Sílvia Cóppulo y Elisenda Roca continuaron en la emisora, pero intercambiando sus horarios.
Inicialmente, los cambios fueron bien recibidos por la audiencia, que en noviembre de 2002 crecía hasta los 115.000 oyentes, con el espacio de Barril como el más escuchado de la emisora, con 50.000 seguidores. Con esos datos, COMRàdio se situaba entonces como la segunda emisora generalista en catalán más escuchada, muy por detrás de Catalunya Ràdio (485.000 oyentes) pero superando a Ona Catalana, RAC1 y Ràdio 4. Sin embargo, en los siguientes años la cadena municipalista experimentó un progresivo descenso de audiencia. En 2004 COMRàdio sumaba, según el EGM, 86.000 oyentes, que se redujeron a 40.000 en 2006. Entre uno y otro año, en septiembre de 2005, se produjo el relevo de Joan Barril, reemplazado en las mañanas por el espacio Matins.com de Glòria Serra.

### Nuevos productos: LatinCOM y Sindicada 2.0
En octubre de 2006 la Generalidad de Cataluña, gobernada por el PSC, concedió a COMRàdio 22 frecuencias de FM. Con estos nuevos repetidores, COMRàdio dejó de depender de las emisoras municipales para cubrir todo el territorio catalán.
En noviembre de 2006 Francesc Triola relevó en la dirección de la emisora a Jordi Llonch. Entre ese año y el siguiente se produjo una importante renovación de la programación, con la salida de algunos de los locutores más destacados de la emisora: Glòria Serra, substituida en las mañanas por Oriol Soler y Sílvia Cóppulo, reemplazada en las tardes por Jordi Duran. Además de la salida de Cóppulo, tras diez años ante los micrófonos de COMRàdio, durante el mandato de Triola abandonaron la emisora otras voces históricas, como Miquel Giménez, Clara Sánchez-Castro o Esther Sardans.
El 3 de diciembre de 2007 se puso en marcha un segundo canal de emisión, Latin COM a través de la frecuencia 882 de la Onda Media (que desde 1995 y hasta entonces reemitía la programación de la FM), con una programación orientada a los inmigrantes.
La temporada 2008/09 lleva a cabo una importante reestructuración de su programación, con nuevos magacines de mañanas (El Día de la COM, presentado y dirigido por Jordi Duran) y tardes (Extraradi, con Olga Vallejo) y el espacio deportivo de sobremesa Què has dinat? (presentado por Sergi Mas), entre otras novedades. Asimismo, se da mayor protagonismo a las emisoras locales consorciadas, que pasan a producir el 25% de la programación.
En septiembre de 2009 se puso en marcha la plataforma Sindicada 2.0, una intranet para el intercambio de contenidos y conocimientos entre las emisoras consorciadas a COMRàdio.
En marzo de 2011 la asociación de radios privadas de Cataluña, la ACR, solicitó a la Generalidad de Cataluña el cierre de COMRàdio. Pocos días después, el Tribunal Superior de Justicia de Cataluña, atendiendo un recurso de la propia ACR, anuló la concesión de 22 frecuencias de la Generalidad de Cataluña a COMRàdio en 2005, considerando que estas debían destinarse a operadores privado.
En enero de 2012 el periodista Rafael de Ribot fue nombrado director de la emisora a propuesta de Convergència i Unió, partido que desde 2011 preside la Diputación de Barcelona tras 30 años de gobierno socialista.

## Programación
A través de sus emisoras en FM emitía una programación de carácter generalista, íntegramente en catalán.
Desde diciembre de 2007, a través de su frecuencia en onda media (882 AM) emite una programación destinada a la integración de los inmigrantes llegados a Cataluña, donde se combinan algunos de los programas emitidos en FM con radiofórmula musical. Esta programación es bilingüe, en catalán y español.

## Audiencias
COMRàdio consechó sus mejores resultados de audiencia en sus primeros años de funcionamiento, coincidiendo con la etapa de Josep Cuní al frente del magacín matinal (1995-2000). En marzo de 1998 el EGM cifraba la audiencia de la emisora en 192.000 oyentes, uno de los mayores registros de su historia. Durante los años 2000 la audiencia de COMRàdio ha disminuido progresivamente, llegando a caer por debajo de los 30.000 oyentes.
La evolución de la audiencia media en los últimos años, según los datos del EGM, es la siguiente:
| Año  | Audiencia de lunes a viernes | Audiencia de lunes a domingo |
| ---- | ---------------------------- | ---------------------------- |
| 2006 | 34.000                       | 29.000                       |
| 2007 | 37.000                       | 32.000                       |
| 2008 | 28.000                       | 29.000                       |
| 2009 | 40.000                       | 40.000                       |
| 2010 | 35.000                       | 30.000                       |

## Canales de emisión

### Emisión analógica: Frecuencias FM y OM

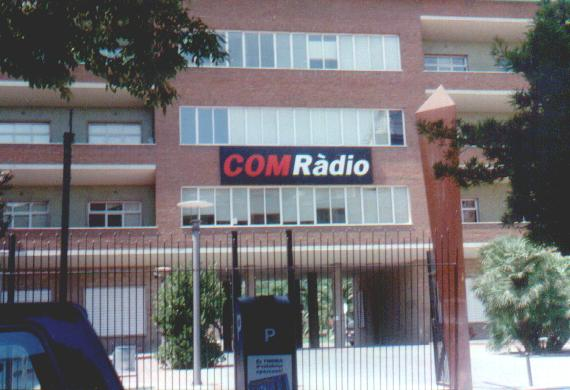
Estudios centrales de COM Ràdio, en el Parque de la Maternidad de Barcelona.

Al margen de la frecuencia en Onda Media, que emitía la programación de LatinCOM, COMRàdio contaba con una veintena de repetidores en Frecuencia Modulada repartidos por Cataluña. A estos debe sumarse las aproximadamente 120 emisoras municipales consorciadas, que emitían parte de la programación de COMRàdio. Dentro de estas se destacaban los casos de las radios municipales de Barcelona (llamada Freqüència Barcelona), Gerona (Freqüència Girona), Lérida (Freqüència Lleida) y La Selva del Campo (Freqüència Camp de Tarragona), que emitía íntegramente la programación de COMRàdio durante todo el día, salvo breves desconexiones locales.
Las frecuencias en FM donde podía sintonizarse íntegramente la programación de COMRàdio eran las siguientes:
- Barcelona 91,0 MHz
- Gerona 92,7 MHz
- Lérida 95,2 MHz
- Campo de Tarragona 105,8 MHz
- Bajo Ebro 99,0 MHz
- Noya 97,9 MHz
- Alto Urgel - Pallars Sobirá 91,7 MHz
- Garraf 89,9 MHz
- Ripollés 91,0 MHz
- Cerdaña 94,2 MHz
- Bajo Ampurdán 90,8 MHz
- La Selva 93,7 MHz
- La Garrocha 92,9 MHz
- Pallars Jussá 88,1 MHz
- Solsonés 88,2 MHz
- Viella y Medio Arán - 91,7 MHz
- Bergadá 90,9 MHz
- Cuenca de Barberá - Alto Campo 87,6 MHz
- Vallés Oriental 91,3 MHz
- Alta Ribagorza 91,0 MHz
- Bages 88,1 MHz
- Osona 95,7 MHz

### Emisión digital
Gracias al multiplex de que dispone el Ayuntamiento de Barcelona, COMRàdio emitía en digital a través de la TDT en la ciudad de Barcelona. Asimismo, la web de la emisora permitía escuchar la programación en directo vía webcasting, o a la carta vía podcasting.

### Emisión en vídeo
Cada día la Xarxa de Televisions Locals (XTVL) retransmitía televisivamente el programa El Dia a la COM que, siguiendo el modelo de sindicación, era emitido por las televisiones locales Barcelona TV, Canal Blau-Maricel TV, TV Badalona, L'Hospitalet TV, Canal Terrassa Vallès, Vallès Visió, Canal Català Girona Pla, Vallès Oriental TV y Nord. Asimismo, la web de la XTVL permitía ver este programa en directo vía streaming, o a la carta.
Por su parte, COMRàdio disponía de un canal en YouTube con una selección de vídeos de sus programas.